# Vladimir Morozov (zwemmer)
Vladimir Viktorovitsj Morozov (Russisch: Владимир Викторович Морозов) (Novosibirsk, 16 juni 1992) is een Russische zwemmer. Hij vertegenwoordigde zijn vaderland op de Olympische Zomerspelen 2012 in Londen.

## Carrière
Bij zijn internationale debuut, op de wereldkampioenschappen zwemmen 2011 in Shanghai, zwom Morozov samen met Jevgeni Lagoenov, Danila Izotov en Sergej Fesikov in de series van de 4x100 meter vrije slag, in de finale eindigden Lagoenov en Fesikov samen met Andrej Gretsjin en Nikita Lobintsev op de vijfde plaats.
Tijdens de Olympische Zomerspelen van 2012 in Londen eindigde de Rus als tiende in de series van de 100 meter rugslag, maar meldde hij zich af voor de halve finales van deze afstand. Op de 4x100 meter vrije slag veroverde hij samen met Andrej Gretsjin, Nikita Lobintsev en Danila Izotov de bronzen medaille, samen met Vjatsjeslav Sinkevitsj, Nikolaj Skvortsov en Andrej Gretsjin strandde hij in de series van de 4x100 meter wisselslag. Op de Europese kampioenschappen kortebaanzwemmen 2012 in Chartres werd Morozov Europees kampioen op zowel de 100 meter vrije slag als de 100 meter wisselslag, daarnaast sleepte hij de zilveren medaille op de 50 meter vrije slag en de bronzen medaille op de 50 meter rugslag in de wacht. Op de 4x50 meter vrije slag legde hij samen met Andrej Gretsjin, Jevgeni Lagoenov en Vitali Syrnikov beslag op de zilveren medaille, samen met Oleg Oetechin, Jevgeni Korotysjkin en Jevgeni Lagoenov behaalde hij de zilveren medaille op de 4x50 meter wisselslag. In Istanboel nam de Rus deel aan de wereldkampioenschappen kortebaanzwemmen 2012, op dit toernooi veroverde hij de wereldtitel op zowel de 50 als de 100 meter vrije slag. Op de 4x100 meter wisselslag sleepte hij samen met Stanislav Donets, Vjatsjeslav Sinkevitsj en Nikolaj Skvortsov de zilveren medaille in de wacht, samen met Jevgeni Lagoenov, Vjatsjeslav Androesenko en Artem Loboezov eindigde hij als vierde op de 4x100 meter vrije slag.
Op de Wereldkampioenschappen zwemmen 2013 behaalde Morozov de zilveren medaille op de 50m vrije slag. Samen met Andrej Gretsjin, Nikita Lobintsev en Danila Izotov zwom hij naar brons op de 4x100m vrije slag. Tijdens de Europese kampioenschappen kortebaanzwemmen 2013 in Herning behaalde Morozov aanvankelijk maar liefst 7 gouden medailles: individueel was hij de snelste op zowel de 50 als de 100 meter vrije slag als de 100 meter wisselslag. In de estafettenummer was hij mee de snelste in zowel de 4x50 meter vrije slag mannen als de 4x50 meter vrije slag gemengd. Samen met zijn landgenoten was hij ook de snelste op de 4x50 meter wisselslag en de 4x50 meter wisselslag gemengd. Beide laatste titels werden nadien echter geschrapt als gevolg van een dopingschorsing van Vitali Melnikov.
Tijdens de Wereldkampioenschappen kortebaanzwemmen 2014 in Doha behaalde Morozov zilver op de 100 meter wisselslag. Samen met Jevgeni Sedov, Oleg Tichobajev en Sergej Fesikov werd hij wereldkampioen op de 4x50 meter vrije slag in een wereldrecordtijd van 1.22,60. Samen met Sergej Fesikov, Danila Izotov en Michail Politsjoek haalde hij zilver de op de 4x100 meter vrije slag. Aan de zijde van Jevgeni Sedov, Veronika Popova en Rozalja Nasretdinova behaalde hij ook zilver op de 4x50 meter vrije slag gemengd. Samen met Andrej Gretsjin, Nikita Lobintsev en Aleksandr Soechoroekov won Morozov de zilveren medaille op de 4x100m vrije slag op de Wereldkampioenschappen zwemmen 2015.
Tijdens de Wereldkampioenschappen kortebaanzwemmen 2016 in Windsor behaalde Morozov maar liefst 4 gouden medailles in de estafettenummers. Het Russische team was de snelste op zowel de 4x50 meter vrije slag, de 4x100 meter vrije slag, 4x50 meter wisselslag als de 4x100 meter wisselslag. In de finale van 4x50 meter vrije slag voor gemengde teams moest Rusland tevreden zijn met zilver. Individueel behaalde Morozov ook nog zilver in de 50 meter vrije slag en de 100 meter schoolslag.

## Internationale toernooien
| Jaar | Olympische Spelen                                                               | WK langebaan | WK kortebaan | EK langebaan | EK kortebaan |
| ---- | ------------------------------------------------------------------------------- | --- | --- | --- | --- |
| 2011 |                                                                                 | 5e 4x100m vrije slag Morozov zwom enkel de series | | | geen deelname |
| 2012 | serie 100m rugslag · 4x100m vrije slag · 12e 4x100m wisselslag                  | | 50m vrije slag · 100m vrije slag · 4e 4x100m vrije slag · 4x100m wisselslag | geen deelname | 50m vrije slag · 100m vrije slag · 50m rugslag · serie 50m vlinderslag · 100m wisselslag · 4x50m vrije slag · 4x50m wisselslag · 4x50m vrije slag gemengd · 11e 4x50m wisselslag gemengd |
| 2013 |                                                                                 | 50m vrije slag · 5e 100m vrije slag · 4x100m vrije slag · 4e 4x100m wisselslag                                                                                   | | | 50m vrije slag · 100m vrije slag · 100m wisselslag · 4x50m vrije slag · 4x50m wisselslag · 4x50m vrije slag gemengd · 4x50m wisselslag gemengd                                           |
| 2014 |                                                                                 | | 4e 50m vrije slag · 100m wisselslag · 4x50m vrije slag · 4x100m vrije slag · 4e 4x50m wisselslag · 4e 4x100m wisselslag · 4x50m vrije slag gemengd                                   | 12e 50m vrije slag · 10e 100m vrije slag · 50m rugslag · 4x100m vrije slag · 5e 4x100m wisselslag · 4x100m vrije slag gemengd · 4x100m wisselslag gemengd | |
| 2015 |                                                                                 | 4e 50m vrije slag · HF 100m vrije slag · 5e 50m rugslag · 4x100m vrije slag · 5e 4x100m wisselslag · 4e 4x100m vrije slag gemengd · 5e 4x100m wisselslag gemengd | | | geen deelname |
| 2016 | 10e 50m vrije slag 9e 100m vrije slag 4e 4x100m vrije slag 4e 4x100m wisselslag | | 50m vrije slag · 18e 100m vrije slag · 100m schoolslag · 6e 100m wisselslag · 4x50m vrije slag · 4x100m vrije slag · 4x50m wisselslag · 4x100m wisselslag · 4x50m vrije slag gemengd | geen deelname | |
| 2017 |                                                                                 | 4e 50m vrije slag · 24e 100m vrije slag · 4e 4x100m vrije slag · 4x100m wisselslag                                                                               | | | 50m vrije slag · 4x50m vrije slag · 4x50m wisselslag · 4x50m vrije slag gemengd |
| 2018 |                                                                                 | | 50m vrije slag · 100m vrije slag · 4x50m vrije slag · 4x100m vrije slag · 4x100m wisselslag · 4x50m vrije slag gemengd                                                               | 4e 50m vrije slag · 17e 100m vrije slag · 4e 50m rugslag · 4x100m vrije slag · 4x100m wisselslag · 4x100m wisselslag gemengd                              | |
| 2019 |                                                                                 | 4e 50m vrije slag · 24e 100m vrije slag · 4×100m vrije slag · 4x100m wisselslag · 5e 4x100m vrije slag gemengd                                                   | | | 4-7 december |

## Persoonlijke records
Bijgewerkt tot en met 6 augustus 2019
Kortebaan
| Afstand         | Tijd  | Datum             | Plaats     |
| --------------- | ----- | ----------------- | ---------- |
| 50m vrije slag  | 20,31 | 15 december 2017  | Kopenhagen |
| 100m vrije slag | 44,95 | 16 november 2018  | Singapore  |
| 50m rugslag     | 23,29 | 5 oktober 2018    | Boedapest  |
| 100m wisselslag | 50,26 | 28 september 2018 | Eindhoven  |

Langebaan
| Afstand         | Tijd  | Datum           | Plaats  |
| --------------- | ----- | --------------- | ------- |
| 50m vrije slag  | 21,44 | 14 april 2017   | Moskou  |
| 100m vrije slag | 47,62 | 14 juli 2013    | Kazan   |
| 50m rugslag     | 24,29 | 3 augustus 2018 | Glasgow |
| 100m rugslag    | 53,70 | 17 april 2013   | Kazan   |